# Test cricket

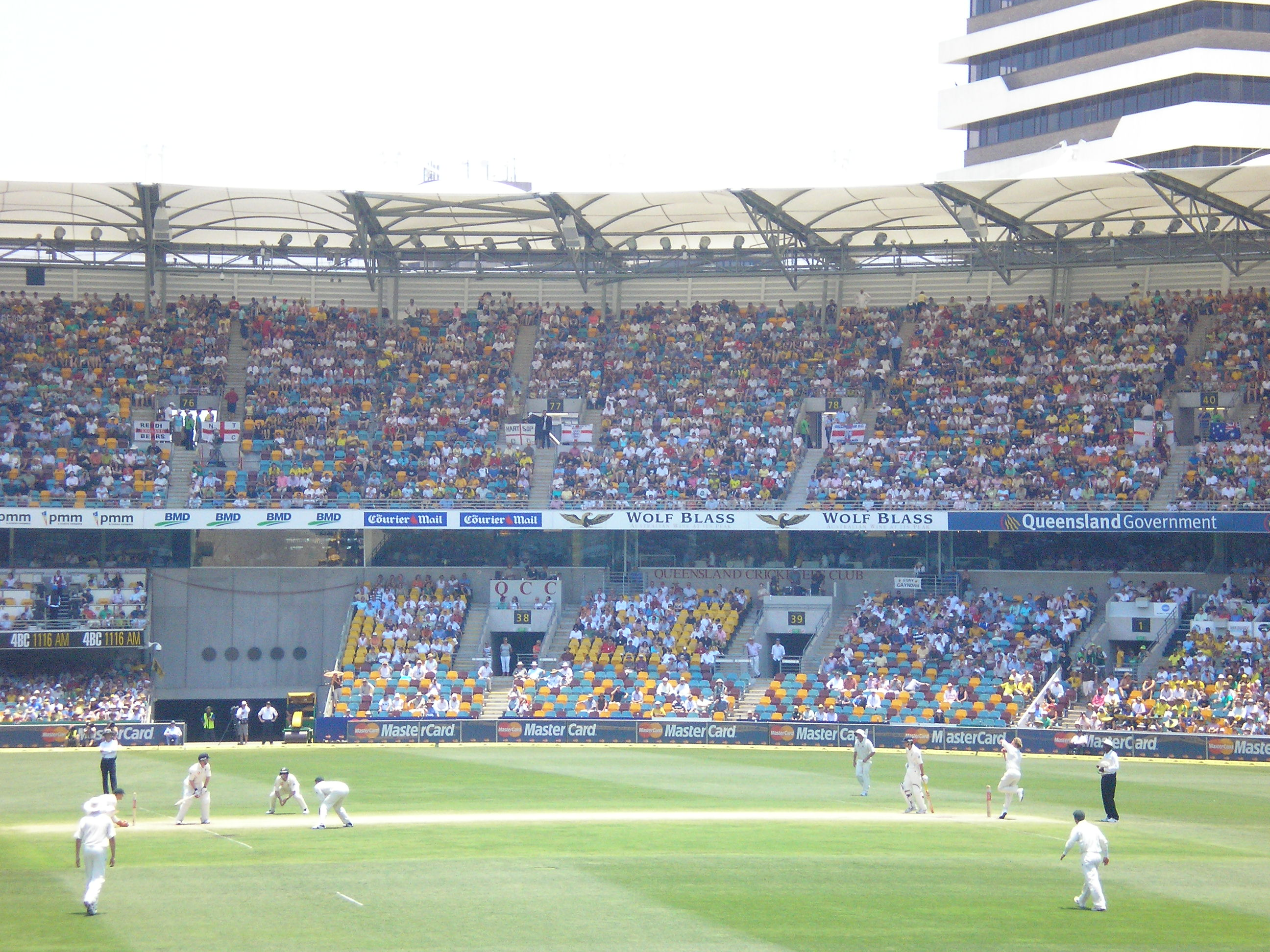
Un match de Test cricket en 2006.

Le Test cricket est une forme de cricket disputée au niveau international. C'est la forme la plus longue de jeu : un test-match est limité à cinq jours de durée. Seules douze sélections nationales sont habilitées par l'International Cricket Council à pratiquer le Test cricket. La première rencontre de ce genre a été disputée en 1877. Le Test cricket est une forme de first-class cricket.

## Origine du terme
Le premier emploi du mot « test » dans un contexte de cricket international remonte à 1861-1862, lors d'une tournée privée de joueurs anglais en Australie. Il s'agit de « tester » la force de deux équipes. Le premier match reconnu comme un « test match » a lieu en 1877, mais ce n'est qu'une dizaine d'années plus tard que le mot « test » est régulièrement utilisé pour qualifier ce type de rencontres internationales.

## Principe

### Déroulement du jeu
Chaque équipe dispose de deux manches pour marquer des courses, et essaye d'éliminer les batteurs de l'équipe adverse durant les deux manches de celle-ci. Un test-match est limité à cinq jours. Les six heures de jeu quotidiennes sont divisées en trois sessions. La première session se déroule le matin, jusqu'au repas du midi, la deuxième de ce repas jusqu'au thé, la troisième du thé jusqu'à la fin de la journée. Un toss permet au capitaine qui le remporte de décider laquelle des deux équipes va tenter de marquer des courses en premier.
Les deux équipes jouent chacune une manche. L'ordre de passage des sélections pour leur deuxième manche change uniquement si l'enchaînement (follow-on) est utilisé : si, après la première manche de chaque équipe, la seconde équipe a un déficit au score de plus de deux-cents courses par rapport à la première, le capitaine de cette dernière peut décider que ses adversaires passent à la batte une deuxième fois consécutive.
Un capitaine peut également utiliser d'une tactique appelée déclaration (déclaration) qui consiste à achever l'une des manches de sa propre équipe avant même que dix des onze batteurs soient éliminés. Comme dans le cas du follow-on, l'objectif est de se laisser assez de temps pour éliminer l'adversaire.
Une manche s'achève lorsque l'un des cas suivants est rencontré :
- Dix des onze batteurs ont été éliminés.
- Un ou plusieurs joueurs sont indisponibles pour cause de blessure et un seul batteur n'a pas encore été éliminé.
- Le capitaine déclare forfait pour la totalité d'une manche.
- Le capitaine décide d'arrêter la manche.
- L'équipe à la batte a marqué le nombre de courses requis pour gagner le match.

Un capitaine peut décider de changer la balle, rouge pour un test-match, par une balle neuve à partir du moment où la précédente a été utilisée durant un minimum de quatre-vingt séries de six lancers.

### Résultat
À l'issue d'un match, une équipe a remporté la rencontre si elle réunit ces conditions :
- Elle a marqué, en ayant besoin de plus de course que l'équipe adverse.
- Les deux manches de l'équipe adverse sont, pour une raison ou pour une autre, achevées.

Si les quatre manches du match sont achevées et que les totaux de courses des deux équipes sont égaux, le résultat est un « tie ». Dans tous les autres cas, on parle de « draw » : aucune équipe ne remporte le match si les deux manches de l'équipe adverses ne sont pas achevées, même si elle a marqué plus de courses que ses opposants.
Une équipe peut n'avoir besoin de jouer qu'une seule manche pour remporter le match.

## Statut
L'International Cricket Council autorise douze sélections à disputer des test-matchs. Seuls les matchs organisés nations ayant le « statut » de test, et selon les règlements de l'ICC, sont reconnus comme des test-matchs. Ces douze équipes sont représentatives des fédérations membres de plein droit de l'ICC.
| Équipe nationale   | Débuts en Test cricket | Remarque |
| ------------------ | ---------------------- | --- |
| Australie          | 15 mars 1877           | |
| Angleterre         | 15 mars 1877           | représente l'Angleterre et le pays de Galles |
| Afrique du Sud     | 12 mars 1889           | exclue du cricket mondial entre 1971 et 1991 à cause de l'Apartheid |
| Indes occidentales | 23 juin 1928           | représente Anguilla, Antigua-et-Barbuda, la Barbade, Dominique, Grenade, le Guyana, la Jamaïque, Montserrat, Saint-Christophe-et-Niévès, Sainte-Lucie, Saint-Vincent-et-les-Grenadines, Trinité-et-Tobago |
| Nouvelle-Zélande   | 10 janvier 1930        | |
| Inde               | 25 juin 1932           | avant 1947, l'Inde incluait ce qui est devenu le Pakistan et le Bangladesh |
| Pakistan           | 16 octobre 1952        | avant 1971, le Pakistan incluait ce qui est devenu le Bangladesh |
| Sri Lanka          | 17 février 1982        | |
| Zimbabwe           | 18 octobre 1992        | a provisoirement perdu son statut entre 2004 et 2005 et de 2006 à 2011 |
| Bangladesh         | 10 novembre 2000       | |
| Irlande            | 14 mai 2018            | |
| Afghanistan        | 14 juin 2018           | |